# Absolutisme
 (mai 2024).
Si vous disposez d'ouvrages ou d'articles de référence ou si vous connaissez des sites web de qualité traitant du thème abordé ici, merci de compléter l'article en donnant les références utiles à sa vérifiabilité et en les liant à la section « Notes et références ».
L'absolutisme est un concept lié aux réactions de régimes politiques centraux, généralement monarchiques, visant à l'affranchissement des contrepoids (parlementaires, traditionnels ou constitutionnels) liés aux premières formes de séparation des pouvoirs qui ont suivi les formes consultatives (droit de remontrance et d'enregistrement des lois). 
Les qualificatifs d'absolutisme apparaissent quand le pouvoir central se dégage des remontrances et oppose des vetos aux contre-pouvoirs. L'absolutisme est lié aux périodes de centralisation politique et militaire caractérisées par la consolidation de la souveraineté territoriale des États, d'importants changements d'ordre militaire, l'affaiblissement du droit coutumier, la diffusion du droit romain, la montée du mercantilisme, ainsi qu'une importance accrue du rôle de la cour et surtout du roi dont la sacralité ne se porte plus simplement sur la fonction mais sur la personne physique.
À partir du XVe siècle, l'absolutisme réduit graduellement la fragmentation de la souveraineté politique caractérisant le Moyen Âge ; il atteint son apogée à la suite de la guerre de Trente Ans (1618-1648). Il amorcera alors son déclin aux XVIIe et XVIIIe siècles, à la suite des révolutions anglaise et française qui instaurent des contre-pouvoirs de type parlementaire.
L’absolutisme, ou monarchie absolue, est donc : « un type de régime politique dans lequel le détenteur d'une puissance attachée à sa personne concentre en ses mains tous les pouvoirs, gouverne sans aucun contrôle ». Comme catégorie, le mot « absolutisme » a été inventé longtemps après le système de pouvoir qu'il est censé définir. C'est en effet pendant la Restauration que le néologisme est créé, et il ne sera mentionné dans le Dictionnaire de l’Académie française qu’à partir de 1878. Dès lors, ce terme sera utilisé dans tous les livres d'histoire pour caractériser la nature du pouvoir politique dans la France d’Ancien Régime, entre la Renaissance et la Révolution. En effet, c'est de « pouvoir absolu » (poder absoluto), expression utilisée par plusieurs auteurs aux XVIe, XVIIe et XVIIIe siècles à propos de la France et de l’Espagne, que dérive le néologisme absolutisme.
Néanmoins, dans le cas de la France, le terme absolu vient de la racine latine absolutus qui signifie indépendant de, détaché de, autonome. Cette définition propre à l'absolutisme français marque le contraste entre la monarchie française (indépendante et souveraine) et la monarchie anglaise qui est dépendante et soumise aux influences des affaires féodales puis bourgeoises, depuis la Magna Carta (la Grande Charte) médiévale.

## La notion d'absolutisme
Pouvoir « absolu », puissance « absolue », roi « absolu », le roi détient tous les pouvoirs qu’ils soient législatifs, judiciaires ou exécutifs : voilà des locutions souvent déclinées, notamment par les contemporains de Louis XIII et de Louis XIV, pour qualifier la nature de l’autorité exercée depuis le Conseil d'en haut. En voici un exemple : après la mort de Richelieu, les officiers de Valence présentent un mémoire pour obtenir l’abolition de la transaction qu’ils ont été contraints de passer en 1642 en présence et, selon les termes de son mémoire, par le commandement absolu de Mgr le cardinal de Richelieu, dont il est notoire que le respect et l’autorité ne « pouvoient point recevoir de contradiction dans le royaume ». Dans son édition de 1732, le Dictionnaire de Trévoux, au mot « absolu » indique : « Souverain, indépendant. Prince absolu. Il signifie sans réserve, sans restriction ». En latin, absolutus, participe passé de absolvere, signifie « détacher », « délier », avant même de signifier, par dérive sémantique, « acquitter », « absoudre ». En tant qu’adjectif, absolutus signifie « achevé », « parfait », « complet », « qui forme par soi-même un tout ». La monarchie absolue est toujours centralisatrice. La société est un corps dont le monarque est la tête. Il ne doit y avoir dans le corps social qu'un seul centre de décision.
Ainsi, on voit qualifier d'absolu le pouvoir de celui qui est « délié », détaché de tout lien, celui qui ne connaît pas de limite externe à son pouvoir, celui qui jouit de la summa potestas, que l’on pourrait traduire par « pleine souveraineté ». Par extension, on qualifie d’« absolutistes » les régimes politiques autoritaires.
Le mot absolutisme est un terme péjoratif qui apparaît à la fin du XVIIIe siècle pour discréditer la monarchie.
Jacques Ellul révèle quatre caractéristiques communes au concept d'absolutisme :
- Le pouvoir se conçoit lui-même comme étant sans limites, que ces limites soient externes (corps, droit, traités, morale…) ou internes (freins institutionnels). Le souverain absolu est maître des personnes et des biens.
- Le pouvoir se fonde sur une valeur absolue comme Dieu. Mais cela peut aussi être la raison d'État. La raison d'être du pouvoir absolu échappe au contrôle. De fait, ce dernier ne s'explique pas et ne peut être critiqué.
- L'État représente le bien. Le prince a la connaissance de la vérité. Là où l'État règne, règnent à la fois bonheur des sujets et vérité. Il ne peut donc y avoir aucune opposition, ni aucune discussion.
- Le pouvoir est stable et invariable.

Étienne de La Boétie utilisera le thème de l'absolutisme pour en faire un court réquisitoire en 1549, dans son Discours de la servitude volontaire.
La pensée de l'absolutisme s'est formée à une époque où de nombreuses guerres intestines déchiraient l'Europe. Pour Bodin, Bossuet et Hobbes, contemporains de ces conflits, les guerres de Religion en France, la guerre des Paysans allemands, la guerre civile anglaise, ainsi que la guerre de Trente Ans semblaient plaider en faveur de la constitution d'un pouvoir central fort capable de discipliner les forces opposées qui semblaient faire sombrer l'Europe dans le chaos politique. La royauté a été alors investie d'une autorité souveraine permettant de mettre un terme à la fragmentation du pouvoir politique et aux guerres y étant liées.
Toutefois, le terme absolutisme lui-même n'entrera dans la pensée politique qu'au XIXe siècle. Pour Henshall, en Angleterre le terme servira d'antithèse au libéralisme, et désignera de manière souple les régimes politiques continentaux autoritaires, autocratiques et bureaucratiques. Plus tard au XIXe siècle, l'école historique allemande, suivie par Weber, vit dans l'absolutisme un processus de centralisation politique et de rationalisation qui allait donner forme à l'État moderne. De son côté, le marxisme, suivant en cela Engels, y a longtemps vu un moment de transition du féodalisme au capitalisme dans lequel l'État avait pu, momentanément, jouer le rôle de médiateur entre une bourgeoisie montante et une aristocratie déclinante.
Si aujourd'hui certaines de ces explications ont perdu de leur pertinence ou ont été modifiées pour refléter l'état des connaissances historiques, elles ont néanmoins contribué à cadrer l'absolutisme à l'intérieur des grands courants de pensée en sciences sociales : libéraux, wébériens et marxistes ont ainsi laissé leur marque sur sa conceptualisation. Devant la grande variabilité des régimes européens qualifiés d'absolutisme, le concept a fait l'objet d'importants débats entre les historiens sur son existence, au point où certains, notamment Henshall, le considèrent comme un mythe. Il n'en continue pas moins d'être utilisé en histoire, en sciences politiques et en sociologie pour désigner un type de régime politique européen ayant prospéré durant la période 1500-1800. Toutefois, même s'il est généralement admis que le pouvoir des monarques n'a jamais été totalement sans limites, le niveau de ces limites et leur capacité à entraver l'action du roi reste contesté. De plus, comme peu d'accords existent sur les causes de l'absolutisme, sur ses éléments caractéristiques et sur les logiques qui le sous-tendaient, l'usage du concept demeure polysémique et fait référence à des idéaux-types et des cas empiriques qui diffèrent en fonction des courants théoriques auxquels les auteurs se rattachent.

## Les origines de l'absolutisme
Si les origines de l'absolutisme font encore débat en sciences sociales, la majorité des explications situe son origine dans une crise de l'ordre féodal qui aurait pris forme à partir du XVe siècle. De manière schématique, trois grands types d'explications peuvent être distingués.

### L'absolutisme comme crise intellectuelle et morale
Dans une première explication, l'absolutisme aurait été la réponse à une crise intellectuelle et morale. Le foisonnement intellectuel de la Renaissance, la réforme protestante et la révolution scientifique auraient remis en question la conception du monde féodal, causant une crise de légitimation de l'autorité qui aurait à son tour contribué à l'instabilité politique et favorisé les guerres. L'absolutisme aurait alors été la réponse à cette crise intellectuelle ayant remis en question l'ordre politique féodal et ses processus de légitimation en affirmant la nécessité d'une autorité souveraine centralisée d'origine divine.

### L'absolutisme comme consolidation du pouvoir d'État
Un deuxième type d'explication, dans laquelle on peut placer Giddens et Tilly, met l'accent sur une crise de l'ordre international et les impacts d'un processus de militarisation au centre de la dynamique de formation des États modernes. Dans ce modèle, les élites politiques contrôlant l'État auraient cherché à accroître leur pouvoir de taxation au détriment des nobles et des paysans en construisant un appareil militaire leur permettant de concentrer plus de ressources dans leurs mains,. Ce processus aurait été favorisé par des changements importants dans les technologies militaires : l'apparition de la poudre à canon notamment aurait contribué à rendre obsolètes les fortifications qui permettaient à de petits groupes de nobles armés d'exercer un contrôle militaire et politique sur de petits États fragmentés. Ces changements auraient contribué à resserrer le contrôle de l'État sur son territoire et à accroître ses capacités de gestion interne.
Giddens avance qu'à côté de la capacité accrue des États à pacifier la société à l'intérieur de frontières de mieux en mieux définies, le processus de territorialisation aurait créé un système international de type moderne, constitué d'États souverains. Pour la tradition allemande mettant de l'avant le « primat de la politique étrangère », ce système international aurait été caractérisé par une compétition accrue entre les États qui aurait nécessité une centralisation politique et un renforcement de l'autorité. Ainsi, la logique inhérente à la compétition internationale et à la militarisation aurait contribué à produire une nouvelle forme d'État ayant plus de moyens, plus centralisé et doté d'une autorité centrale forte.

### L'absolutisme comme ré-institution du rapport de classe
Le troisième type d'explication, marxiste, fait appel à la notion de crise dans les rapports de production qui aurait nécessité de ré-instituer le rapport féodal dans un État centralisé. Les conséquences de la peste noire de 1349, des révoltes paysannes et de la montée des villes et de la bourgeoisie auraient, pour Anderson, fragilisé la capacité des nobles à extraire de manière extra-économique le surproduit des mains des paysans. Le servage serait entré en crise, menaçant la position sociale de la noblesse. La centralisation politique et juridique, le déplacement de l'autorité vers le haut et la militarisation du sommet de l'État auraient alors été une réaction permettant de ré-instituer le rapport social féodal et la capacité de la noblesse à exploiter la paysannerie. La centralisation fit perdre à la noblesse certains droits politiques et juridiques dont elle disposait au Moyen Âge, et la militarisation de l'État central la désarma progressivement. Mais ces pertes furent compensées par la protection de son statut de classe et par son intégration dans le nouvel appareil politique et bureaucratique de l'État absolutiste naissant. Ainsi, sous des apparences modernes d'État centralisé et bureaucratique, l'absolutisme cacherait, pour Anderson, une nature profondément féodale.
Anderson ajoute une distinction importante entre l'absolutisme en Europe de l'Ouest, celui auquel le terme fait généralement référence et dont l'idéal-type est la France de Louis XIV, et l'absolutisme à l'est, qui aboutit non pas à l'abolition du servage mais à son renouvellement. Alors qu'à l'ouest la noblesse avait investi l'appareil d'État en compensation de la disparition du servage, à l'est, les paysans furent écrasés et le servage fut maintenu et raffermi.

## Pratique de l'absolutisme
La pratique de l'absolutisme est associée à l'accroissement du rôle de la cour et de la personne du monarque, à l'intégration politique des états, à un processus de bureaucratisation, à l'émergence d'un système politique international moderne et à d'importants changements en matière de droit. Sur le plan économique émerge le mercantilisme, alors que les ventes de bureaux d'État permettent aux élites de considérer l'État comme un patrimoine privé et que les logiques dynastiques entre les États continuent de répondre à une logique d'accumulation politique, laissant ainsi ouvert le débat sur le caractère moderne ou archaïque de l'absolutisme.

### Domestication de la noblesse: le rôle de la cour
Pour Norbert Elias, la centralisation politique et le désarmement de la noblesse conférèrent à la cour royale un rôle particulier, que ce soit dans la socialisation de la noblesse ou dans la constitution de réseaux d'alliances politiques inter-élites. Le faste des rituels ostentatoires de la cour inscrivait les nobles dans une hiérarchie symbolique mettant de l'avant l'importance de la soumission au roi et permettant aux nobles de projeter une image de richesse et de prestige qui venait soutenir leur statut politique,. La présence à la cour devenant de plus en plus importante, la capacité du roi à expulser un noble de sa cour, considérée comme faisant partie de sa maison privée, lui conférait un important pouvoir. La soumission au roi, tant symbolique que pratique, devint ainsi un critère primordial permettant à l'aristocratie d'accéder au lieu où se nouaient les alliances politiques qui structuraient le royaume, renforçant par-là l'autorité personnelle du roi. La cour fut donc centrale dans le processus de domestication de la noblesse.

### L'intégration des États: absolutisme horizontal ou vertical
La domestication de la noblesse fut aussi réalisée par l'intégration et la soumission des états à la hiérarchie absolutiste. La noblesse et le clergé disposaient au Moyen Âge d'institutions politiques, notamment des parlements, qui leur permettaient de faire contre-poids au pouvoir royal. Pour Lachmann, la dynamique entre la couronne et les états va produire deux formes différentes d'absolutisme dont les idéaux-types s'incarnent respectivement dans l'Angleterre et dans la France : l'absolutisme horizontal et l'absolutisme vertical.
Dans l'absolutisme horizontal anglais, la réforme protestante aurait donné à la couronne la possibilité d'éliminer le clergé comme concurrent politique. En se saisissant des avoirs du clergé, la couronne aurait alors pris un avantage notable sur la grande noblesse et aurait été capable de soumettre cette dernière au niveau national. L'élimination politique de la grande noblesse aurait alors laissé un vide politique et la couronne se serait appuyée sur la gentry pour construire l'État au niveau local, produisant du même coup un futur adversaire politique qui allait être capable de la combattre durant la révolution anglaise.
Dans l'absolutisme vertical français, la couronne aurait été incapable d'éliminer politiquement la grande noblesse et le clergé. Elle aurait contourné le pouvoir des élites en nouant des liens avec les organismes corporatistes et les corps politiques constitués au niveau local. L'État absolutiste aurait réussi à s'enraciner au niveau local en intégrant verticalement ces corps politiques, et y aurait établi sa juridiction en concurrence avec celles de la grande noblesse et du clergé. Une fois l'État absolutiste bien implanté, les nobles auraient acheté des positions dans l'appareil d'État pour s'y intégrer, ce qui constitua une source de revenus importante pour l'État.

### Bureaucratisation, rationalisation et droit
L'absolutisme créa aussi une importante bureaucratie pour assurer son fonctionnement, la centralisation de l'autorité au sommet de l'État nécessitant un appareil politique plus développé que celui des états du Moyen Âge. L'apparition de la bureaucratie et la centralisation politique nécessita aussi d'importants changements sur le plan du droit. Le Moyen Âge, qui avait été caractérisé par la pluralité des sources de droit qui correspondait à la fragmentation de la souveraineté politique ne pouvait fournir un droit apte à uniformiser les décisions prises par le bureaucratie. En conséquence, l'Europe continentale redécouvrit le droit romain, alors que les juges nommés par la couronne britannique éteignaient graduellement les droits coutumiers en créant la Common Law,. Ce développement d'une bureaucratie encadrée par le droit est présenté par certains, influencés par Weber, comme un processus de rationalisation menant à une forme d'État moderne et trouverait son idéal-type dans la bureaucratie politico-militaire prussienne. Toutefois, l'une des principales caractéristiques de l'absolutisme, notamment en France, était la vénalité des offices, c'est-à-dire la propension de l'État à vendre des postes dans l'appareil d'État et celle des élites à considérer ces postes comme leur propriété personnelle. Ainsi, l'absolutisme est présenté par certains comme le précurseur de l'État rationnel-légal, et par d'autres comme un État patrimonial traversé par le clientélisme.

### Le mercantilisme
La période absolutiste fut aussi caractérisée par la montée de la pensée mercantiliste, qui assignait à l'économie l'objectif de servir les desseins de grandeur et de puissance de l'État : un État plus riche pouvait lever plus facilement des armées et équiper des navires. Il s'agissait d'abord d'éviter, par l'instauration de la comptabilité nationale, que la balance des paiements soit déficitaire, puis, par des mesures protectionnistes et l'instauration de monopoles, de protéger les marchands nationaux, leurs routes commerciales et l'industrie locale. Le colbertisme, en France, ira jusqu'à développer des ateliers nationaux qui devaient favoriser la puissance industrielle du pays. Si certains auteurs, comme Wallerstein, voient dans le mercantilisme l'expression de l'émergence d'un système-monde capitaliste, d'autres soulignent que l'absolutisme restait gouverné fondamentalement par une logique d'ordre géopolitique : le pouvoir passait par des conquêtes territoriales (une accumulation géopolitique) plutôt que par une accumulation économique qui restait encore un moyen et non une fin.

### Le système politique international
Un débat similaire a lieu entre, d'un côté, les auteurs qui voient dans la période absolutiste l'émergence d'un système d'État moderne et les auteurs qui soulignent la persistance des logiques dynastiques dans la raison d'État. Les premiers voient dans les processus de centralisation politique, de territorialisation et de rationalisation un phénomène permettant à l'État d'émerger comme un acteur institutionnel autonome capable de poursuivre ses propres intérêts. D'autres, notamment Tescke, soulignent plutôt que l'Europe continentale était encore dominée par des logiques dynastiques centrées autour des intérêts des grandes familles royales et impériales. Ainsi, plusieurs alliances politiques auraient été consacrées par des mariages alliant des dynasties familiales, et les actions des États auraient été, dans ce modèle, lourdement conditionnées par les intérêts de ces familles qui, souvent, avaient des assises dans plusieurs États différents et éloignés les uns des autres.

## En philosophie
On a parfois présenté le philosophe anglais Thomas Hobbes (1588-1679) comme le théoricien du pouvoir absolu. En réalité, il s'est essentiellement attaché à étudier les rapports de l'Homme avec le pouvoir, dégageant de là l'idée de droits imprescriptibles qui seront à l'origine de la déclaration des droits de l'homme et du citoyen.
Selon Bruno Latour (né en 1947), le contraire du relativisme n'est pas l'universalisme républicain, mais l'absolutisme.

## L'absolutisme dans le monde
- Républiques à régime présidentiel
- Républiques à régime présidentiel liées à un régime parlementaire
- Républiques à régime semi-présidentiel
- Républiques à régime parlementaire (république parlementaire)
- Républiques où la constitution n'accorde le droit à gouverner qu'à un parti unique ou un parti dominant (État communiste)

- Monarchies constitutionnelles dans lesquelles le monarque n'exerce que peu ou pas le pouvoir (le monarque a souvent une autorité constitutionnelle et morale élevée)
- Monarchies semi-constitutionnelles dans lesquelles le monarque exerce la majorité des pouvoirs, souvent avec un parlement disposant de faibles pouvoirs
- Monarchies absolues

- Dictatures militaires

- Autres systèmes (gouvernements provisoires)
- Pas de gouvernement

Six États ont pour régime une monarchie absolue :
Au Moyen-Orient :
- Arabie saoudite - Royaume
- Oman - Sultanat
- Qatar - Émirat

En Asie-Océanie
- Brunei - Sultanat

En Afrique :
- Eswatini - Royaume

En Europe :
- Vatican : l'appellation de monarchie absolue est revendiquée par l'État[21]

## L'absolutisme en Europe

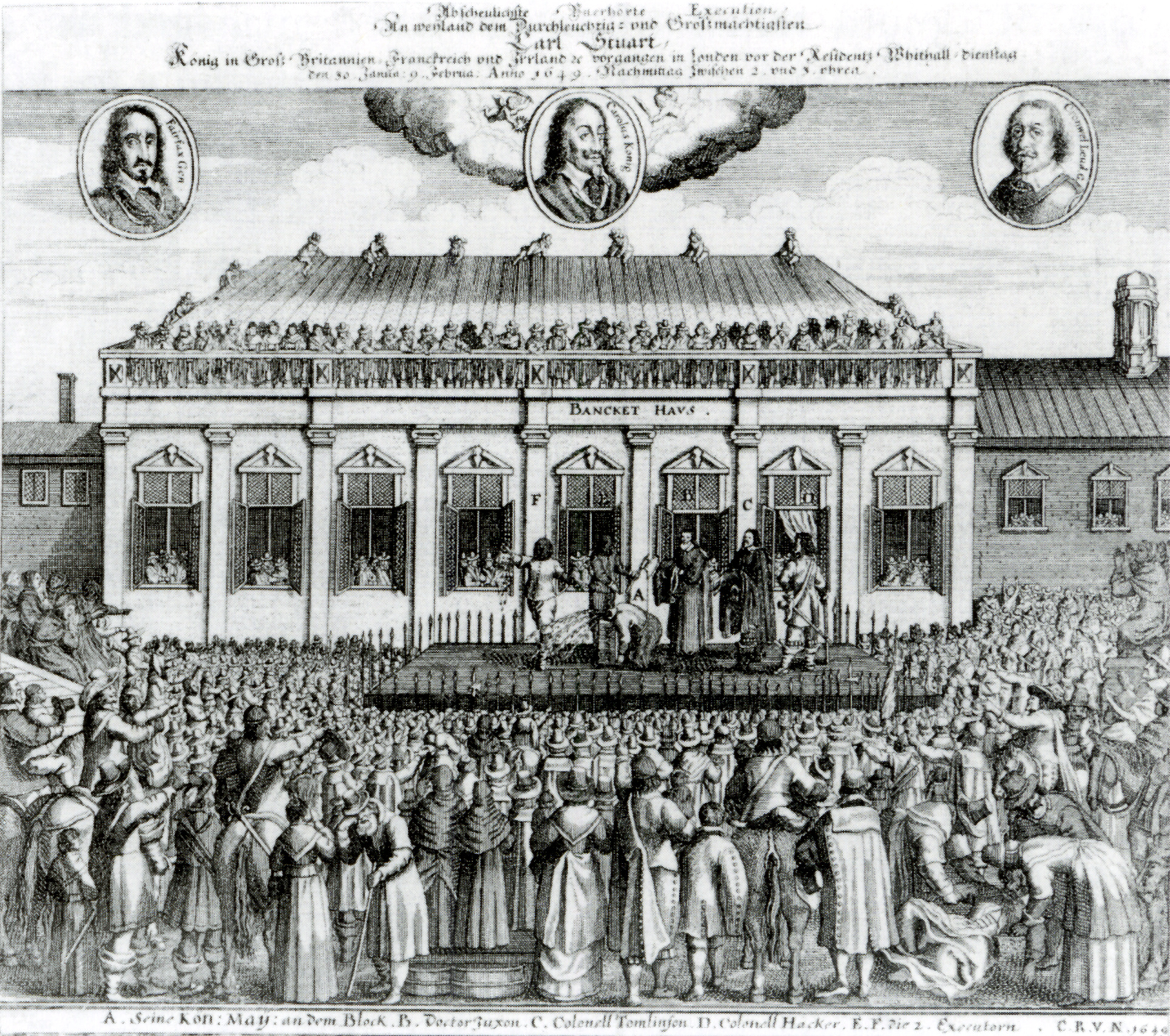
Gravure allemande représentant la décapitation de Charles Ier d'Angleterre, XVIIe siècle.

Au XVIIIe siècle, les monarques les plus représentatifs du pouvoir absolu sont Charles III d'Espagne (1716-1788) et Frédéric II de Prusse (1712-1786), ce dernier étant l'exemple le plus fréquemment évoqué de despote éclairé. La maison de Savoie (1032-1946) a également pratiqué cette forme de pouvoir et les résidences des Savoie autour de Turin en sont l'illustration architecturale. L'absolutisme relève davantage de la pratique du pouvoir que d'une doctrine politique.

### La justification de l'absolutisme en Angleterre
En Angleterre, les Stuarts (1603-1714) ont essayé de rogner les droits politiques du Parlement. Jacques Ier tente à plusieurs reprises de gouverner sans convoquer le Parlement qui a en principe un droit de regard sur la levée de nouveaux impôts. Dans ses discours et ses écrits, il rappelle que son pouvoir est de droit divin. Son absolutisme s'exprime également dans le domaine de la religion. Il souhaite imposer l'anglicanisme à tous ses sujets, persécutant les puritains et les catholiques. Son fils Charles Ier continue le projet absolutiste. La guerre civile qui marque la fin de son règne aboutit à la première révolution anglaise : Charles Ier perd le combat et se trouve décapité. Après la parenthèse républicaine d'Olivier Cromwell, la monarchie est restaurée.
C'est pendant la période mouvementée de la fin de la dynastie Stuart que le philosophe Thomas Hobbes se fait le théoricien de l'absolutisme. Il cherche à fonder l'absolutisme sur autre chose que Dieu ou la tradition. Dans son principal ouvrage, le Léviathan, il identifie le pouvoir souverain au pouvoir absolu. Il pense que sans l'instauration d'un pouvoir absolu, la société n'est pas viable. Pour lui, le monarque le plus absolu, n'a pas plus de pouvoir que l'assemblée souveraine élue de manière démocratique. La seule différence est que le roi exerce son pouvoir autrement et dans de meilleures conditions qu'une assemblée. Il est donc plus efficace. Le pouvoir du souverain ne vient pas d'un pacte que celui-ci aurait conclu avec le peuple car ce pacte limiterait immanquablement le pouvoir royal. Il vient pour Hobbes d'un pacte que les particuliers ont conclu entre eux. Chaque homme autorise le roi à gouverner à condition que les autres en fassent autant. Les particuliers s'étant désistés du droit de gouverner, il y a un transfert de compétence vers le souverain sans obligation réciproque. De ce fait, le pouvoir du souverain est absolu et n'a d'autres limites que la puissance même de l'État. Hobbes pense aussi que la finalité du pouvoir justifie l'absolutisme. La fin de toute société civile est la protection et la conservation de tous ses membres. Les citoyens sont donc censés avoir accordé au souverain autant de pouvoir que nécessaire pour assurer cette conservation. Hobbes pense qu'un pouvoir limité serait incapable d'assurer la paix civile. Il va même jusqu'à affirmer que le droit d'agir selon leur conscience doit être enlevé aux individus car l'exercice de ce droit risque d'être une source de dissension incessante. Cependant Hobbes pose une limite à l'absolutisme. Puisque la justification de celui-ci est la préservation de la vie, les citoyens n'ont pas à obéir à un souverain qui leur commande de se tuer. En effet, les hommes ne se sont pas dessaisis du droit à défendre leur vie lorsque celle-ci est en péril.

### L'absolutisme en France

#### La monarchie absolue
Ce système est celui de la monarchie française d'Ancien Régime. Le pouvoir n'est ni soumis à celui de l'Empereur ou du pape. Le pouvoir est impartagé car le roi ne partage son autorité avec personne.
Louis XIV n'a pas créé l'absolutisme en France. Les rois du Moyen Âge étaient déjà des rois absolus car leur leur pouvoir était souverain et impartagé. La différence avec l'époque moderne vient de l'application du droit divin : le roi n'est plus responsable devant les hommes, mais seulement devant Dieu.
En France, une monarchie absolue fut recherchée par le pouvoir royal. Cette recherche impliquait la suppression ou la limitation des autres formes de pouvoir ; celui de l'Église romaine, celui du clergé et de la noblesse ainsi que celui du parlement. Louis XIV a réussi à mettre en place cette forme d'absolutisme, en développant une conception qualifiée par la suite de monarchie absolue de droit divin. Le terme est utilisé dans son sens restrictif à la monarchie française (depuis le XVIIe siècle jusqu'à la chute de l'Ancien Régime) et aux despotismes éclairés du XVIIIe siècle.

##### Genèse et bases théoriques

Louis XIV par Hyacinthe Rigaud en 1701, il est le modèle des souverains absolus.

- Il faut remonter à la période suivant la fin du Moyen Âge et surtout à la Renaissance pour trouver les fondements de l'absolutisme en France. Le pouvoir royal a en effet renforcé sa légitimité et son administration à partir de la fin de la guerre de Cent Ans. Ainsi, François Ier peut imposer son autorité sur les domaines religieux et financiers. Ainsi, le concordat de Bologne est imposé malgré l'opposition du Parlement. En ce qui concerne l'impôt, le roi de France arrive à se passer de l'avis des contribuables, même en pays d'États. Les villes ou l'Église sont obligées de payer, de consentir des prêts jamais remboursés. Il soumet aussi les parlements à son autorité supérieure. François Ier se considère bien comme un monarque « absolu » mais il n'est pas assez puissant pour remettre en cause les privilèges médiévaux. L'apparition d'une bureaucratie « d'offices » caractérise aussi la mise en place de l'absolutisme durant cette période. Les officiers servent « à retenir les peuples dans leur devoir », dira Richelieu[26].

- Au XVIe siècle, Jean Bodin est un des premiers théoriciens de l'absolutisme. Dans les Six livres de la République (1576), il construit une théorie de la « république », dans le sens romain de la « chose publique », c'est-à-dire de l'État, où il met en avant le concept de « puissance de donner et casser la loi » appartenant en propre au souverain, qu'il ait ou non le consentement de ses sujets. Pour Bodin, la république est la communauté humaine où apparaît la souveraineté. La souveraineté implique nécessairement le pouvoir de faire la loi, tous les autres pouvoirs découlant de celui-ci. La monarchie de droit divin est la meilleure incarnation de la souveraineté. Jean Bodin distingue l'absolutisme de la tyrannie. Il critique ceux qui veulent faire de l'État la propriété du monarque. Il voit deux limites à la monarchie absolue : à l'intérieur, le respect des lois fondamentales ; à l'extérieur, le respect des traités conclus et le droit commun à l'ensemble des hommes[27]. Pour Bodin, la souveraineté devait être absolue, ne pouvait être partagée et était un facteur d'unification politique : ce qui faisait la « cité », c'était « l'union d'un peuple sous une seigneurie souveraine »[28].
- Pour Bodin, Hobbes et Filmer, la souveraineté absolue produisait une stabilité sociale que garantissaient la centralisation politique, la permanence de l'État et la concentration de l'autorité au sommet de l'État[29]. Chez Hobbes, le pouvoir absolu mettait fin au chaos caractéristique d'un état de nature dans lequel chaque individu, souverain pour lui-même, n'agissait que selon sa volonté propre, ce qui produisait un état de guerre et de conflits permanents que seule la soumission de tous à un monarque patriarcal bienveillant pourrait prévenir[30]. L'importance donnée à la soumission et au devoir d'obéissance, caractéristique de l'absolutisme, était donc enracinée dans cette nécessité hobbésienne, mais trouvait aussi une justification dans la légitimité divine du souverain.

- À partir du XVIIe siècle, on assiste à l'épanouissement de l'absolutisme. Dans la première moitié du XVIIe siècle, les périodes de régence constituent des moments difficiles pour le pouvoir royal. Il faut l'action énergique d'un Richelieu pour mater les pouvoirs féodaux. En 1614, à la demande des États généraux, le principe du pouvoir de droit divin entre parmi les lois fondamentales du royaume de France. Le roi détient une puissance parfaite et entière qu'il ne partage avec personne. L'absolutisme est, au sens strict, pour cette période, la négation de la féodalité.

L'un des théoriciens de l'absolutisme est alors Pierre de Bérulle. Dans la dédicace de son Discours de l'État et des grandeurs de Jésus, adressée à Louis XIII en 1623, il écrit :
« un monarque est un Dieu selon le langage de l'écriture : un Dieu non par essence mais par puissance ; un Dieu non par nature mais par grâce ; un Dieu non pour toujours mais pour un temps. Un Dieu non pour le Ciel mais pour la Terre. Un Dieu non subsistant, mais dépendant de celui qui est le subsistant par soi-même ; qui étant le Dieu des Dieux, fait les rois Dieux en ressemblance, en puissance et en qualité, Dieux visibles, images du Dieu invisible ». Les doctrines de l'absolutisme servent, au XVIIe siècle surtout, à expliquer et justifier la pratique de l'État autoritaire.
- Richelieu est un des grands penseurs de l'absolutisme. Sa pensée est essentiellement fondée sur l'idée que la puissance est la seule chose nécessaire à l'État. Et comme la personne du roi se confond avec l'État, celui-ci, d'une part, ne doit supporter aucune opposition et, d'autre part, ne doit partager son pouvoir avec personne. Le seul motif à l'action du roi est la raison d'État ; l'intérêt de l'État prime sur tous les autres. « La puissance étant une des choses la plus nécessaire à la grandeur des Rois et au bonheur de leur gouvernement, ceux qui ont la principale conduite d'un État sont obligés particulièrement de ne rien omettre qui puisse contribuer à rendre leur Maître si autorisé, qu'il soit, par ce moyen, considéré de tout le monde… »[31]. Le seul devoir du roi est de suivre ce qui est raison pour l'État. Richelieu comprend bien que de tels principes ouvrent la voie à des abus. Mais c'est un moindre mal car les abus d'un pouvoir fort ne font souffrir que des particuliers, alors que c'est l'ensemble d'une société que met en danger un pouvoir faible. Cependant, l'idée de raison d'État n'a pas été inventée par Richelieu, mais semble avoir été mise au jour par un juriste italien, Botero, dans son œuvre Della Ragion di Stato publiée en 1589 et traduite en français dès 1599.

- Pendant la minorité de Louis XIV, c'est le cardinal de Mazarin qui affronte le soulèvement de la Fronde : les Condé attisent la révolte et le peuple parisien s'agite. Le jeune Louis XIV doit subir l'humiliation de la fuite dans la nuit (« la nuit des rois »). Il gardera toute sa vie un profond ressentiment contre la noblesse frondeuse. Il fut aussi éduqué par Mazarin dans l'idéologie absolutiste selon laquelle le pouvoir ne se partage pas. Omer Talon, qui fut avocat général au parlement de Paris pendant la Fronde (1648-1652) se considère comme le grand-prêtre d'une religion royale dont il se voulut le plus fidèle serviteur.

La conception de Louis XIV est inspirée de celle de Richelieu mais s'en distingue cependant car, pour Richelieu, le roi doit être entouré par une équipe de gouvernement homogène, dirigée par un principal ministre que le roi doit soutenir contre tous. Louis XIV, lui, pense que le roi incarne seul le pouvoir et doit donc seul l'exercer. « C'est à la tête seulement qu'il appartient de délibérer et de résoudre, et toutes les fonctions des autres membres ne consistent que dans l'exécution des commandements qui leur sont donnés ». Il est le seul à connaître la raison d'État, à laquelle il obéit. En effet, la raison d'État est un « mystère divin » ; seul le roi peut la connaître parce qu'il y a un « mystère de la monarchie ». C'est la forme la plus pure de l'absolutisme. Cependant, il faut préciser que Louis XIV n'aurait jamais dit « L'État, c'est moi » et que cette formule lui aurait été attribuée pour condamner sa volonté de gouverner seul.
- Bossuet fonde sa théorie de la monarchie absolue à la fois sur la théologie et sur le pragmatisme. Dans sa Politique tirée des propres paroles de l'Écriture sainte (III, 3e proposition), il explique qu'« il y a quelque chose de religieux dans le respect qu'on rend au prince. Le service de Dieu et le respect pour les rois sont choses unies […]. Aussi Dieu a-t-il mis dans les princes quelque chose de divin ». Ceci signifie que quelle que soit la forme du gouvernement, elle est bonne ; et le prince est ministre de Dieu pour le bien. Toute révolte contre le souverain est donc une révolte contre Dieu lui-même même si le prince n'est pas chrétien car toute autorité vient de Dieu. De plus, selon lui, l'essence du pouvoir est d'être autoritaire. L'idée que le pouvoir politique du souverain dérivait de Dieu permettait à Bossuet de présenter le souverain comme le défenseur du bien commun, de l'ordre divin et de ses sujets. Cette origine divine était aussi liée à l'idée de la transmission héréditaire du titre royal. La pensée politique absolutiste opposait en effet aux monarchies électives issues du Moyen Âge le principe héréditaire qui, pour Bossuet, était la meilleure forme de gouvernement[9], notamment parce qu'elle donnerait au roi un intérêt personnel à travailler pour le bien du royaume et favoriserait la loyauté populaire.

##### Limites et critiques de l'absolutisme français
Les monarchies absolues sont souvent très limitées au niveau de l'exécution.
- Le roi de France doit respecter des règles qui limitent son pouvoir : il doit appliquer les lois fondamentales du royaume de France.

Pour la succession, le roi ne peut pas choisir son héritier car les principes de l'hérédité, de la primogéniture masculine et de collatéralité masculine des lois fondamentales s'imposent à tous. Il ne peut pas non plus abdiquer. La royauté devient effective avec l'intronisation du candidat par les douze pairs de France (6 laïques et 6 ecclésiastiques) lors de la cérémonie du sacre au cours de laquelle il prononce le serment de protéger les œuvres de l'Église et de maintenir et de défendre les coutumes et les droits de ses peuples. Ainsi, il se doit d'être catholique selon le principe de catholicité du roi, créé véritablement en 1593. Le roi ne peut ni aliéner le domaine royal, ni l'accroître en prenant ou reprenant ce qui relève du domaine privé, excepté avec un motif et une procédure légale, c'est le principe de l'indisponibilité du royaume. Représentant de l'État, le roi dispose du pouvoir de traiter avec les puissances étrangères, de déclarer la guerre, de lever des hommes d'armes, d'émettre de la monnaie, d'accueillir et de naturaliser des étrangers. En matière législative, il n'a pas le pouvoir de changer les lois civiles dont la source est coutumière, canonique et jurisprudentielle. Le roi ne peut rien contre la coutume. Elle ne peut être modifiée de manière autoritaire. Ainsi, il peut peu à peu réduire l'indépendance des villes, des seigneuries, le rôle politique de l'Église, pas les statuts coutumiers ; il peut révoquer les privilèges concédés par un de ses prédécesseurs, mais non les privilèges coutumiers. Le roi peut essayer de les user, de les rogner par des mesures indirectes, il ne peut rien directement, les parlements soumettant les lois royales, avant leur enregistrement, à leur délibération pour vérifier si elles sont justes et raisonnables. Le Parlement ne manque pas de le rappeler : « En même temps, Sire, que nous reconnaissons que vous êtes le seul maître, seul législateur […] nous croyons de notre devoir de vous présenter qu'il y a des lois aussi anciennes que la Monarchie qui sont fixes et invariables, dont le dépôt vous a été transmis par la couronne ; vous promettez à votre sacre de les exécuter… C'est à la stabilité de ces lois que nous sommes redevables de vous avoir pour maître ».
Les édits, les ordonnances et les lettres patentes ne portent que sur le droit public : ce sont presque toujours des règlements d'administration publique. En matière administrative, il nomme les ministres, les gouverneurs militaires, les intendants, etc. En matière judiciaire, la justice est exercée en son nom par une multitude de juridictions dont le degré supérieur est constitué par les parlements régionaux ou les cours souveraines, qui sont ses plus féroces contrepouvoirs (ils ont mené à la Révolution). Le roi peut exceptionnellement retenir sa justice, soit en appelant une cause pour la juger souverainement devant son conseil, soit en donnant un ordre comme celui d'arrêter, de gracier, d'emprisonner ou d'assigner à résidence un particulier avec une lettre de cachet. En matière fiscale, les impôts et les taxes ne sont pas un tribut payé par des peuples vaincus ; ils sont consentis et ne peuvent pas être augmentés sans la réunion des états généraux.
- Louis XIV gouvernait sans premier ministre et décidait seul, tout en prenant les conseils de son chancelier, de ses ministres et de ses secrétaires d'État.

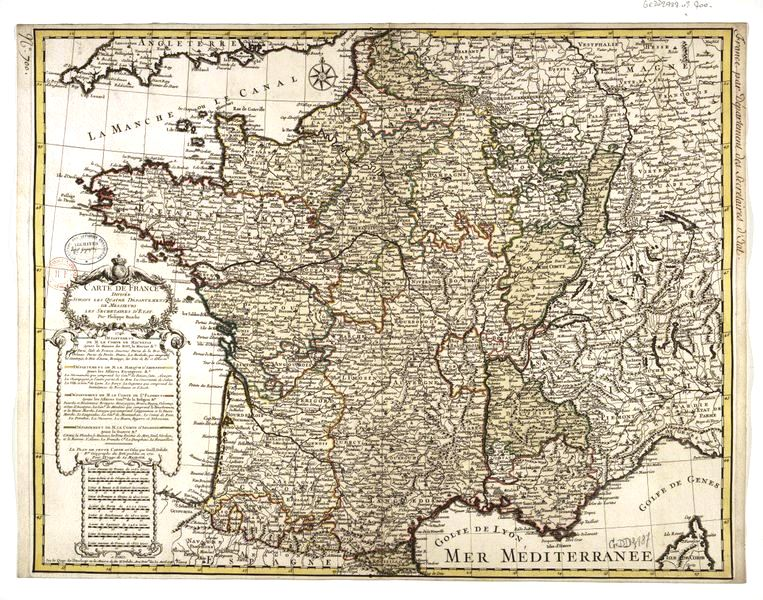
Carte administrative sous l'Ancien Régime.

Malgré tous les efforts entrepris par le Roi-Soleil, la monarchie française du XVIIe siècle ne fut jamais totalement absolue. Le royaume de France est l'un des plus peuplés d'Europe et l'administration n'est pas suffisante pour imposer un pouvoir sans limite. Les décisions royales se heurtent à la société de corps : sous l'Ancien Régime, les provinces, les villes, les corporations et ordres disposent de privilèges que le souverain doit respecter. Le clergé a, par exemple, ses propres tribunaux et ses propres procédures judiciaires. Depuis le Moyen Âge, les libertés (entendons les franchises et les exemptions collectives) autorisent un grand nombre de Français à disposer de droits particuliers. Les sujets ne parlent pas tous la même langue, n'ont pas les mêmes mesures… L'absence de moyens d'action efficaces est aussi un frein à l'absolutisme royal : absence de moyens de communication rapides, petit nombre des représentants du roi, faiblesse de la police, faiblesse des ressources… Les états généraux et états provinciaux (Ancien Régime) sont réunis en temps de crise et sont une tribune pour les représentants des trois ordres. Ces institutions vont à l'encontre des visées absolutistes de Louis XIV. C'est pourquoi les états généraux n'ont jamais été réunis sous son règne.
- Au XVIIIe siècle, l'absolutisme est surtout critiqué par les philosophes des Lumières tels que Denis Diderot ou encore Jean-Jacques Rousseau. Cependant, certains philosophes acceptent une forme d'absolutisme, le despotisme éclairé. Dans ce cadre, l'État absolu est soumis à la raison (des Lumières) qui doit tout gouverner. Le despote éclairé utilise son autorité absolue pour faire aboutir les réformes nécessaires au progrès et conformes au bonheur terrestre des individus. Les gouvernés sont perçus comme incapables de saisir le sens du progrès. Il faut donc procéder de façon autoritaire. Les princes, éclairés par les philosophes, doivent faire exécuter leurs plans par une administration efficace. L'absolutisme éclairé conduit à une rationalisation des moyens du pouvoir, à une réduction du pouvoir de l'aristocratie.

Montesquieu s'en prend de deux manières à l'absolutisme. Dans les lettres persanes, il raille l'autorité absolue du roi : « D'ailleurs ce roi est un grand magicien : il exerce son empire sur l'esprit même de ses sujets ; il les fait penser comme il veut ». Dans De l'esprit des lois, il déclare que le pouvoir exécutif, législatif et judiciaire ne peuvent être concentrés dans les mains de la même classe sociale, sous peine de tomber dans le despotisme. Dans l'Encyclopédie, l'article portant sur l'autorité politique critique l'absolutisme. La remise en cause du système politique prend une tournure radicale en 1789 lorsque les députés se déclarent Assemblée nationale et qu'ils rédigent par la suite une constitution écrite, la première de l'histoire du pays. On passe alors à un régime de monarchie constitutionnelle. Le mot « absolutisme » a été forgé sous la Révolution française, de même que l'expression « Ancien Régime ». Il fut alors chargé d'un sens négatif et systématiquement opposé à l'œuvre de la République. Les journées d'octobre 1789 ramènent le roi à Paris ; la cour est déstructurée et Versailles cesse d'être le lieu de l'absolutisme. Quelques années plus tard, les objets du sacre et les symboles royaux sont détruits par les révolutionnaires. La monarchie absolue de droit divin a vécu.

#### Pouvoir absolu après la monarchie
Durant la Révolution française puis sous le Directoire, le Consulat puis les Premier et Second Empires, apparaissent en France des régimes qualifiés de « césarisme démocratique » pour désigner des gouvernements qui concentrent les pouvoirs au bénéfice de l'exécutif tout en s'appuyant sur le peuple à chaque opération politique majeure, en détournant des procédés de démocratie semi-directe, tels que le référendum, pour en faire des plébiscites (plébiscites napoléoniens). Les apparences démocratiques cachent alors la réalité du césarisme : la confusion des pouvoirs au profit d'un organe incontrôlé, définition même de l'autoritarisme[réf. nécessaire].
Empereur des Français de 1852 à 1870, Napoléon III, exercera un pouvoir absolu de 1852 à 1860, année où le Second Empire commence à devenir progressivement un Empire libéral, quand le Corps législatif et le Sénat obtiennent le droit d'adresse (réponse des Chambres au discours annuel du Trône), puis en 1861, la Constitution est modifiée, donnant au corps législatif le droit de publier ses débats, suivi du pouvoir d'interpeller le gouvernement en 1867, et enfin l'initiative des lois et le droit d'amendement en 1869. C'est l'instauration d'un régime semi-parlementaire.

#### L'absolutisme en Régime de Vichy (1940-1944)
À la suite de l'invasion allemande du 10 mai 1940, l'armée française ne cesse de battre en retraite, obligeant le gouvernement Paul Reynaud, réfugié à Bordeaux, de choisir entre, ou continuer la guerre en partant en exil, ou demander l'armistice. C'est ce dernier choix qui est pris le 16 juin 1940 par le gouvernement contre l'avis d'Albert Lebrun, le président de la République.
Si la législation lui en avait donné le droit, Lebrun aurait continué la guerre et n'aurait pas été obligé de nommer à la tête du gouvernement Philippe Pétain qui signa l'armistice le 22 juin à Compiègne.
Malgré les combats terminés, Pierre Laval, ministre de la Justice, manœuvra pour que l'Assemblée nationale vote les pleins pouvoirs à Pétain le 10 juillet à Vichy,, instituant le régime autocratique de Vichy. Au départ seuls 27 parlementaires refusèrent de voter la loi qui « aboutirait inéluctablement à la disparition du régime républicain »[réf. nécessaire] en lui confiant des pouvoirs dictatoriaux, et finalement, ils furent seulement 80 à voter « contre ».

#### Régime d'exception par l'article 16 (1961-1962)
Le 15 avril 1958, la dérive des finances publiques fait chuter le gouvernement Félix Gaillard et il fallut 28 jours de longues négociations pour choisir un nouveau chef du gouvernement, le MRP Pierre Pflimlin, le 13 mai. Craignant que Pflimlin, soupçonné d'être favorable à des négociations avec le FLN (Front de libération nationale), ne « brade l'Algérie », l'officier Pierre Lagaillarde et des généraux comme Raoul Salan et Jacques Massu, forment à Alger un Comité et lancent un coup d'État. Le 15 mai, le Comité réclame le retour de De Gaulle. Le 17 mai 1958, le Parlement vote l'État d'urgence sur proposition de Pierre Pflimlin qui démissionne le 28 mai. Le président de la République René Coty nomme alors De Gaulle chef du gouvernement. Celui-ci rédige une nouvelle constitution, promulguée le 4 octobre 1958.
La Cinquième République donne au président de la République la possibilité d'invoquer l'article 16, qui lui permet de décider sans contre-pouvoir dans un régime absolu et d'exception. Cet article ne pouvant être invoqué que « Lorsque les institutions de la République, l'indépendance de la Nation, l'intégrité de son territoire ou l'exécution de ses engagements internationaux sont menacés d'une manière grave et immédiate et que le fonctionnement régulier des pouvoirs publics constitutionnels est interrompu. » Le but de cet article est de permettre au chef de l'État d'assurer la continuité des pouvoirs publics lors de circonstances exceptionnelles, afin de corriger les errements de l'autorité publique auxquels la Troisième République a dû faire face.
À la suite du putsch des généraux à Alger, le président de la République Charles de Gaulle applique l'État d'urgence le 22 avril 1961. C'est sous ce régime d'exception que l'article 16 permit à Charles de Gaulle de prendre des décisions sans contrôle parlementaire : prolongation de la durée de la garde à vue à quinze jours et extension de l'« internement administratif » aux partisans de l'Algérie française. Le 29 septembre 1961, à la fin de ces « pouvoirs exceptionnels », une ordonnance proroge l'état d'urgence jusqu'au 15 juillet 1962, puis jusqu'au 31 mai 1963.

#### Sources historiques
- Jacques-Bénigne Bossuet, Politique tirée des propres paroles de l'Écriture Sainte, 1709.
- Jacques Ier Stuart, Basilikon doron (Du don royal), 1599.

#### Études
- Guillaume Bernard, Introduction à l'histoire du droit et des institutions, Studyrama, 2004, disponible sur books.google.com.
- François Bluche, Louis XIV, Paris, Fayard, 1986.
- François Bluche, « La monarchie absolue de droit divin » dans L'Ancien régime : institutions et société, Paris, Fallois, 1993 (lire en ligne).
- Richard Bonney, L'absolutisme, PUF, coll. « Que sais-je ? », 1989.
- Fanny Cosandey et Robert Descimon, L'absolutisme en France, histoire et historiographie, Éditions du Seuil, coll. « Points Seuil », 2002.
- Joël Cornette, L'Affirmation de l'État absolu, 1515-1652, Hachette, 7e édition, revue et augmentée, 2014.
- Joël Cornette, Absolutisme et Lumières, 1652-1787, Hachette, 8e édition, revue et augmentée, 2014.
- Joël Cornette, La Monarchie absolue, de la Renaissance aux Lumières, La Documentation photographique, 2007.
- Joël Cornette, Le Roi absolu. Une obsession française. 1515-1715, Paris, Tallandier, 2022.
- Robert Derathé, Jean-Jacques Rousseau et la science politique de son temps, Vrin, 1995, disponible sur books.google.com.
- Roland Mousnier, « Quelques remarques pour une comparaison des monarchies absolues en Europe et en Asie », Revue historique,‎ juillet-septembre 1984, p. 29-44 (lire en ligne, consulté le 26 avril 2017).